# Haemagogus panarchys
Haemagogus panarchys är en tvåvingeart som beskrevs av Dyar 1921. Haemagogus panarchys ingår i släktet Haemagogus och familjen stickmyggor.
Artens utbredningsområde är Ecuador. Inga underarter finns listade i Catalogue of Life.